# Sárgás tirannusz
A sárgás tirannusz (Empidonax flavescens) a madarak (Aves) osztályának a verébalakúak (Passeriformes) rendjébe a királygébicsfélék (Tyrannidae) családjába tartozó faj.

## Rendszerezése
A fajt George Newbold Lawrence amerikai amatőr ornitológus írta le 1866-ban.

## Alfajai
- Empidonax flavescens flavescens Lawrence, 1865
- Empidonax flavescens imperturbatus Wetmore, 1942
- Empidonax flavescens salvini Ridgway, 1886[2]

## Előfordulása
Mexikó déli részén és Közép-Amerikában, Costa Rica, Salvador, Guatemala, Honduras, Nicaragua és Panama területén honos. A természetes élőhelye szubtrópusi és trópusi hegyi esőerdők, valamint legelők, ültetvények és vidéki kertek.

## Megjelenése
Testhossza 12,5–14 centiméter, testtömege 12 gramm.

## Életmódja
Rovarokkal és pókokkal táplálkozik, de néha bogyókat is fogyaszt.

## Szaporodása
Fészekalja 2-3 tojásból áll, melyen 14-15 napig kotlik.
|  |

## Természetvédelmi helyzete
Az elterjedési területe elég nagy, egyedszáma pedig stabil. A Természetvédelmi Világszövetség Vörös listáján nem fenyegetett fajként szerepel.